# Potpisani
Potpisani (även Undertecknad) är en serbisk TV-serie från 2007, 2008 och 2010 som utspelar sig under andra världskriget, producerad av MK Art Studio.

## Avsnitt
1. Telefonväxel [4]
2. Lösenord
3. Tåg [5]
4. Paya Shish-kebab
5. Mobilisering
6. Camp
7. Krig boet / Nest Wars
8. Treger